# Delonix tomentosa
Delonix tomentosa é uma espécie vegetal da família Fabaceae.
Apenas pode ser encontrada em Madagáscar.